# Cypella aquatilis
Cypella aquatilis är en irisväxtart som beskrevs av Pierfelice Ravenna. Cypella aquatilis ingår i släktet Cypella, och familjen irisväxter. Inga underarter finns listade i Catalogue of Life.